# Урини
Урини (фр. Ourini) — деревня в Чаде, расположенная на территории региона Восточный Эннеди. Входит в состав департамента Ам-Джерес.

## География
Деревня находится в северо-восточной части Чада, в пределах южной оконечности плато Эннеди, на высоте 825 метров над уровнем моря.
Урини расположен на расстоянии приблизительно 901 километра к северо-востоку от столицы страны Нджамены. Ближайшие населённые пункты: Ойго, Карна, Канва, Ам-Джерес, Сердаба, Бугуради, Бердоба, Курди, Гогокейра.
Климат деревни характеризуется как аридный жаркий (BWh в классификации климатов Кёппена).

## Транспорт
Ближайший аэропорт расположен в городе Ириба.